# Tratado de Lisboa (1703)
El tratado de Lisboa del 16 de mayo de 1703 fue una alianza militar firmada entre Portugal, por un lado, y la Gran Alianza formada por las Provincias Unidas de los Países Bajos, Gran Bretaña y el Sacro Imperio Romano Germánico por el otro, en el marco de la guerra de sucesión española.  Según los términos del acuerdo, Portugal retiraba su apoyo a Felipe V de España pactado en el tratado de Lisboa de 1701 y reconocía como legítimo rey de España a Carlos de Austria.  Los cuatro países firmantes acordaron la formación de un ejército conjunto y la utilización del territorio portugués como base de operaciones del mismo, lo que traería como consecuencia el recrudecimiento de la guerra.  A cambio del apoyo de Portugal, Carlos de Austria se comprometió a cederle territorios en Extremadura y Galicia tras su coronación, que no llegó a hacerse efectiva.

## Contexto

### Sucesión al trono español

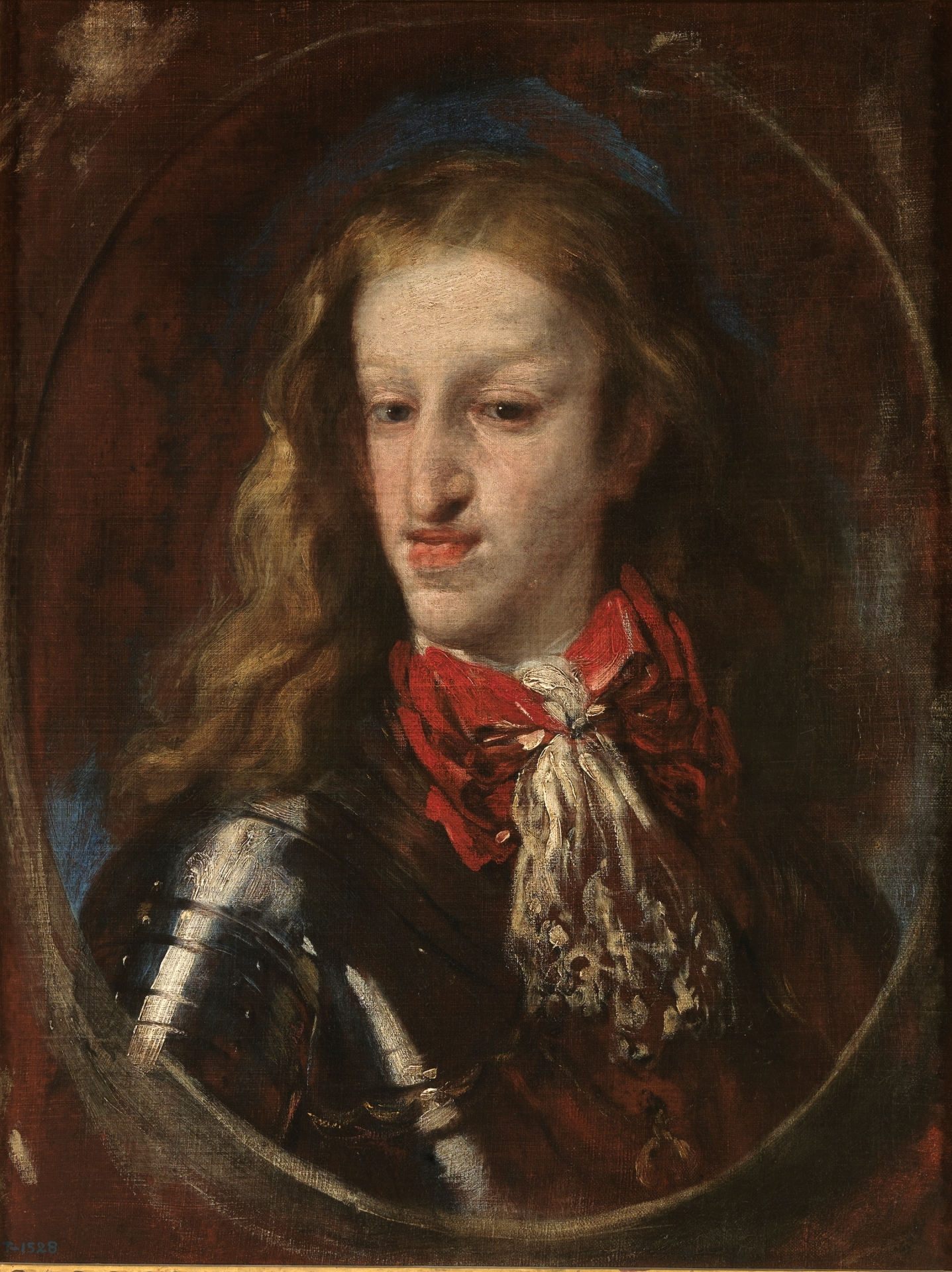
Carlos II.

Desde antes de la muerte sin descendencia de Carlos II de España en 1700, las principales potencias europeas se interesaron en la cuestión de su sucesión.  Inglaterra y las Provincias Unidas de los Países Bajos miraban con recelo la posibilidad de que Luis de Francia (hijo del rey Luis XIV) accediera al trono español, uniendo así las coronas española y francesa y desequilibrando el reparto de poder en Europa.  Carlos de Austria, hijo del emperador Leopoldo I, era otro de los candidatos al trono.
En su testamento, Carlos II nombró como su sucesor a Felipe de Anjou (hijo de Luis de Francia), a condición de que renunciase al trono francés.  En noviembre de 1700 Felipe fue coronado rey de España, pero al mes siguiente su abuelo Luis XIV declaró que mantendría los derechos de su nieto a la corona de Francia, lo que fue interpretado por Inglaterra, las Provincias Unidas y el Sacro Imperio Romano Germánico como la antesala de la temida unión hispano-francesa.

### Tratado de Lisboa de 1701

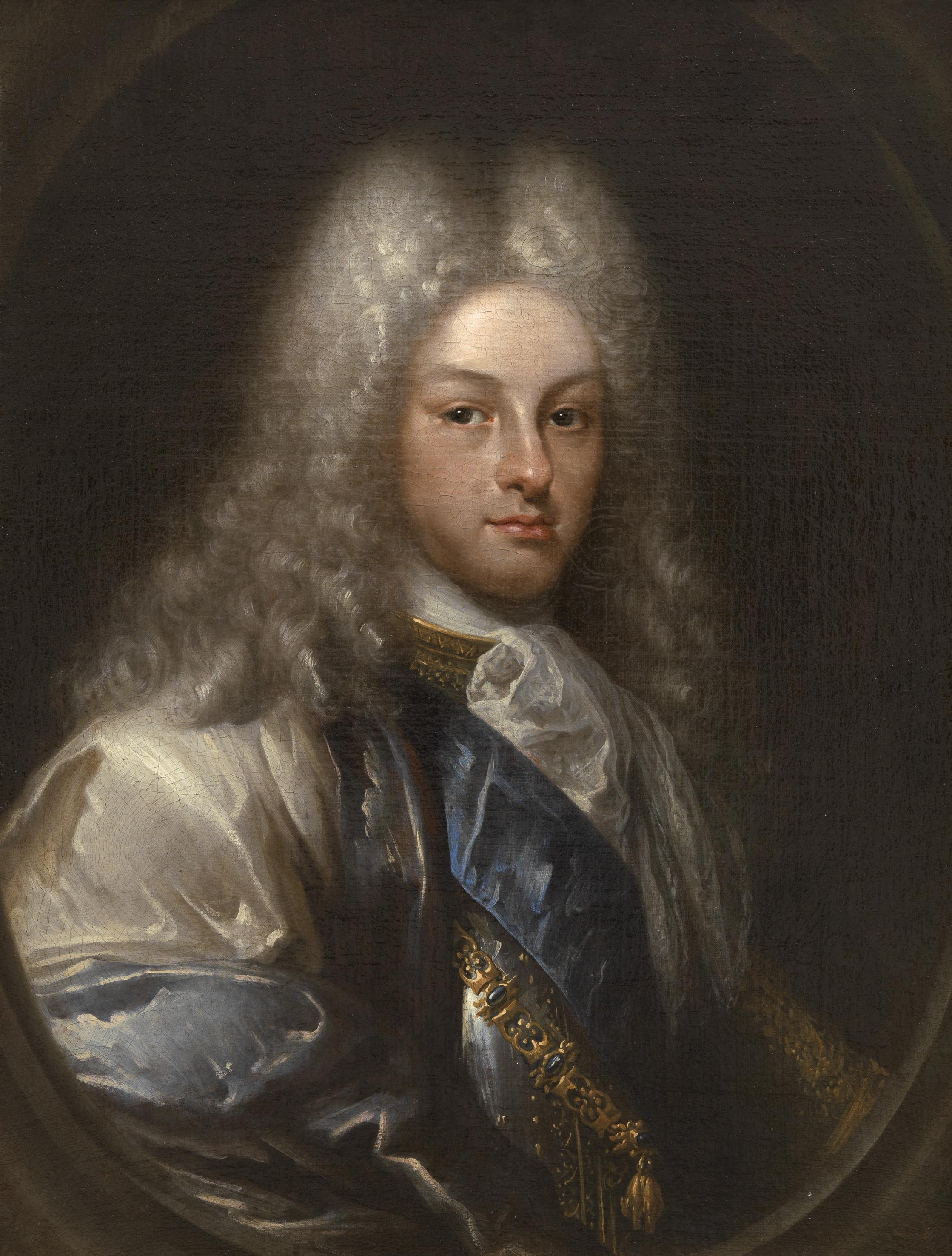
Felipe V.

En previsión de una guerra inminente, Felipe V buscó apoyos que favoreciesen su candidatura al trono.  En junio de 1701 firmó con Portugal el tratado de Lisboa, mediante el cual ambos países pactaban una alianza diplomática y militar.  España cedería a Portugal la Colonia del Sacramento, le indemnizaría por las pérdidas sufridas durante el asiento de negros y le daría su apoyo ante las posibles reclamaciones que Inglaterra y las Provincias Unidas pudieran hacerle con respecto a su participación en la Guerra de los Nueve Años.  

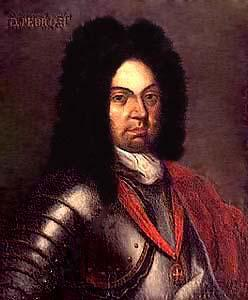
Pedro II.

Estos acuerdos serían anulados poco después.  Pedro II de Portugal acusó a Felipe V de no pagar las indemnizaciones debidas y de no respetar la soberanía portuguesa sobre Colonia del Sacramento, y a Luis XIV de no haber enviado en ayuda de Portugal sino una mínima parte de los socorros militares pactados ante la presencia de flotas inglesas y holandesas en la costa portuguesa.

### Guerra de sucesión
En julio de 1701, con la batalla de Carpi, tendrían lugar los primeros enfrentamientos armados en el norte de la península italiana entre las fuerzas francesas, españolas y saboyanas (cambiaron de bando en noviembre de 1703) contra las austriacas.  Al año siguiente la guerra se extendería hacia Alemania y en 1703 hubo enfrentamientos en Cádiz y Vigo.

## El tratado
A la firma del tratado, firmado el 16 de mayo de 1703 en la ciudad de Lisboa, comparecieron por la parte portuguesa Nuno de Mello Alvares Pereira, Manuel Téllez de Silva, Francisco de Távora, Roque Monteiro Paym y José de Faria en nombre de Pedro II de Portugal; en representación de la alianza asistieron Paul Methuen en nombre de la reina Ana I de Gran Bretaña, Francisco Schonenberg como diputado de los Estados Generales de los Países Bajos y Carlos Ernesto de Wallestein como embajador del emperador alemán Leopoldo I.  Las principales condiciones pactadas fueron:
- Portugal reconocería a Carlos de Austria como legítimo rey de España.
- Portugal se comprometía a levantar 23 000 soldados de infantería y 5000 de caballería, que actuarían sólo en la península ibérica.  La alianza daría un millón de patacones anuales para el mantenimiento de este ejército durante el tiempo que durase la guerra.
- La alianza mantendría en territorio portugués durante todo el tiempo que durase la guerra, un contingente de 10 000 soldados veteranos de infantería, 2000 de caballería, 10 piezas grandes de artillería y un número suficiente de navíos. Todas estas fuerzas quedarían bajo mando portugués, y serían mantenidas a costa de la alianza.
- No se firmarían paces ni treguas sin el consentimiento todos los países aliados.
- Socorro de la alianza a las plazas portuguesas atacadas en las colonias.
- Portugal cancelaría la deuda que mantenía con las Provincias Unidas desde el tratado de La Haya de 1661 mediante un único pago de 850 000 cruzados.
- Portugal intentó conseguir la libre circulación de los religiosos católicos portugueses en las colonias holandesas en la India, pero este punto fue rechazado.
- Carlos de Austria se haría cargo de la deuda contraída por España con Portugal según el tratado de Lisboa de 1701.
- En un artículo secreto se pactó que tras la coronación de Carlos de Austria como rey de España, serían cedidos a Portugal los territorios de Badajoz, Alburquerque, Valencia de Alcántara y Alcántara en Extremadura, Guarda, Tuy, Bayona y Vigo en Galicia. La incapacidad de Carlos, para mantener el trono español, impidió que alguna de esas ciudades y villas pasaran a manos portuguesas.

## Repercusiones
El cambio de bando de Portugal supuso un revés para la facción partidaria de Felipe V.  En 1704 el archiduque Carlos desembarcó en Lisboa y llevó a cabo un intento de invasión por Extremadura.
España ocupó la Colonia del Sacramento en marzo de 1705. Manteniendo su posesión hasta 1715.